# طلع البدر علينا
طلع البدر علينا نشيد إسلامي تراثي لم يثبت أن أهل المدينة أنشدوه عند وصول النبي محمد إلى المدينة المنورة.
ولم تثبت هذه الأنشودة عند أهل العلم والحديث بالأسانيد الصحيحة. ويُختلف متى وأين أنشدت هذه الانشودة، فيعتقد أنها كانت عند قدومه من غزوة تبوك كما قال الحافظ ابن حجر، لكن الرواية الأكثر شيوعاً كما قال الإمام البيهقي أنها حدثت عند استكماله الهجرة قادماً من مكة، سنة 622م.

## الاختلاف حول القصة
المأثور من ذلك ما يرويه عبيد الله بن محمد بن عائشة قال: «لما قدم النبي ﷺ المدينة جعل النساء والصبيان والولائد يقلن: طلع البدر علينا من ثنيات الوداع وجب الشكر علينا ما دعا للّه داع.»، قال ابن حجر العسقلاني عنه: «وهو سند معضل»، وقال الألباني: «وهذا إسناد ضعيف، رجاله ثقات، لكنه معضل، سقط من إسناده ثلاثة رواة أو أكثر... فالقصة برمتها غير ثابتة.»
كما ذكر آخرون أنّ النَّبيّ مُحَمَّدًا حين دخل المدينة مرّ بِدُور الأنصار حتّىٰ مرّ بِبَني ساعدة ودارهم قرب ثنية الوداع فلم يدخل باطن المدينة إلّا من تلك الناحية حتّىٰ أتىٰ منزله بها.

## التسجيلات
هناك العديد من التسجيلات الفنية للأنشودة، قام ببعضها:
- يوسف إسلام
- مالك جندلي
- جنيد جمشيد
- فرقة نيتف دين
- مشاري راشد العفاسي
- أوليفيا نيوتن-جون
- طيور الجنة
- أم كلثوم
- سامي يوسف
- إبراهيم تاتليسس
- ماهر زين
- براء العويد

## استعمالات
- استُعمل النشيد في فيلم الرسالة للمخرج مصطفى العقاد أثناء مشهد هجرة النبي محمد إلى المدينة المنورة.
- استُعمل لحن النشيد في عمل سيمفوني لآلة البيانو والأوركسترا للمؤلف الموسيقي مالك جندلي أطلق عليه اسم The Moonlight - طلعَ البدرُ.
- استُعمل النشيد لدى نهاية كل حلقة من المسلسل التلفزيوني الكندي: مسجد صغير على المرج (بالإنجليزية: Little Mosque on the Prairie).
- استُعمل في فيلم الصور المتحركة محمد خاتم الأنبياء (بالإنجليزية: Muhammad: The Last Prophet) أثناء تأدية مشهد هجرة النبي محمد.
- استُعمل في مسلسل عمر الفاروق في الحلقة العاشرة في مشهد هجرة النبي محمد إلى المدينة المنورة.
- اقتبسه أيضًا ماهر زين في أنشودته الجديدة «مدينة النبي».
- استخدمه أحمد الشقيري في أحسان في المدينة المنورة

## وصلات خارجية
- طلع البدر علينا .. و .. حمامتا الغار حقيقة أم خيال؟؟ - موقع صيد الفوائد.